# Iłłarion Wasilczikow
Wasilczikow Iłłarion Wasiliewicz, książę, ros. Васильчиков Илларион Васильевич (ur. 1776 w Petersburgu, zm. 21 lutego 1847 tamże) – rosyjski generał kawalerii, działacz państwowy, przewodniczący Rady Państwa, premier Komitetu Ministrów Imperium Rosyjskiego.

## Życiorys
Służbę wojskową rozpoczął w 1792. Podoficer w pułku kawalerii gwardii carskiej. W 1793 kornet (najniższy stopień oficerski w kawalerii). W 1799 w świcie dworskiej cara jako szambelan. Służba w świcie zbliżyła go przyszłego następcy tronu Aleksandra I. Po dojściu do władzy Aleksandra I wrócił do służby wojskowej. W 1801 mianowany generałem-majorem i generałem adiutantem na dworze cara. W 1803 został dowódcą Achtyrskiego Pułku Huzarów. Wziął z nim udział w wojnie 1806–1807, w której walczył w bitwie pod Serockiem i bitwie pod Pułtuskiem.
W 1812 roku na początku kampanii dowódca brygady, był w ariergardzie 2 Armii, do połączenia jej z 1 Armią. Brał udział w bitwach i potyczkach pod Mirem, pod Romanowem i innych. Za zasługi w bitwach otrzymał Order Świętego Jerzego III stopnia i Order Świętego Włodzimierza II stopnia. Pod Borodino dowodził 12 Dywizją Piechoty, ranny w bitwie. Po bitwie mianowany generałem-lejtnantem. Po zajęciu przez Napoleona Moskwy i po wyleczeniu ran został dowódcą 4 Korpusu Kawalerii, który brał udział w bitwach pod Tarutino i Wiaźmą, Małojarosławcem, Krasnym i Borysowem. Po przekroczeniu przez wojska rosyjskie granic państwa brał udział w kampanii 1813. Brał udział w bitwie pod Dreznem, bitwie pod Budziszynem, w Kaiserswalde (drugi raz ranny). Następnie podporządkowany mu korpus został przydzielony do Armii Śląskiej i brał udział w bitwach nad Kaczawą, pod Reichenbach, Shljnau, pod Lipskiem. Po tej bitwie podążał za wycofującą się armią Napoleona, aż do Renu. Nad Kaczawą pokazał męstwo i po brawurowym ataku wyrwał zwycięstwo z rąk wroga. Za kampanię 1813 roku otrzymał złotą szablę i Order Świętego Aleksandra Newskiego. Po przekroczeniu Renu dowodził kawalerią Armii Śląskiej. Brał udział w bitwach pod Brienne, Montmirail, Chateau-Thierry, Kra-ing, Leone i Fir-Champenoise. Za walki pod Brienne otrzymał Order Świętego Jerzego II stopnia. W 1814 roku został dowódcą Lekkiej Dywizji Kawalerii Gwardii. W 1817 dowódca Korpusu Gwardii. W 1821 po buncie w Semionowskim pułku poprosił o dymisję, która nie została przyjęta. W 1823 roku mianowany generałem kawalerii. Po wstąpieniu na tron Mikołaja I brał udział w stłumieniu buntu 14 grudnia 1825 (powstanie dekabrystów). W 1826 nadano mu najwyższe rosyjskie odznaczenie – Order Świętego Andrzeja Apostoła Pierwszego Powołania. Otrzymał także austriacki Order Marii Teresy III klasy, pruski Order Czarnego Orła i Order Czerwonego Orła I klasy. W 1831 został dowódcą wszystkich wojsk Petersburga i otrzymał tytuł hrabiego. W 1833 został mianowany inspektorem kawalerii Imperium. W 1838 zanim objął stanowisko przewodniczącego Rady Państwa, premiera Komitetu Ministrów. 1 stycznia 1839 został podniesiony do godności księcia.